# Abermule
Abermule är en by i Powys i Wales. Byn är belägen 118,4 km 
från Cardiff. Orten har 890 invånare (2016). 2017 hade det antalet sjunkit med 5 personer till 885 invånare.